# Caulerpa lentillifera
Caulerpa lentillifera is een zeewier uit de familie Caulerpaceae. De soort komt veel voor in de tropische zeeën in ondiepe, zanderige of modderige lagunes en riffen waar het water meestal kalm is. Het is eetbaar en wordt commercieel gekweekt in vijvers en lagunes, onder meer in de Filipijnen. Ze is een populair voedingsmiddel en is rijk aan mineralen. Ze wordt ook gebruikt in de geneeskunde als bloeddrukverlagend en antischimmelmiddel.